# جون ماغواير (ممثل)
جون ماغواير (بالإنجليزية: John McGuire)‏ هو موسيقي وملحن وممثل أمريكي، ولد في 22 أكتوبر 1910، وتوفي في 30 سبتمبر 1980.

## وصلات خارجية
- جون ماغواير على موقع IMDb (الإنجليزية)
- جون ماغواير على موقع قاعدة بيانات الفيلم (الإنجليزية)